# Charles de Sainte-Maure (marquis d'Augé)
Pour son oncle, le gouverneur du Grand Dauphin, voir Charles de Sainte-Maure, duc de Montausier.
Charles de Sainte-Maure, marquis d'Augé, né le 16 mars 1655 et mort le 13 septembre 1744 à Paris, est un aristocrate et officier de marine français des XVIIe et XVIIIe siècles. Il termine sa carrière militaire avec le grade de vice-amiral de France, commandant de la flotte du Levant, un poste qu'il occupe de 1730 à sa mort.

## Biographie

### Origines et famille
Charles de Sainte-Maure est issu de la branche Sainte-Maure-Fougeray, cadette de la branche Sainte-Maure-Montausier, appartenant à la Maison de Sainte-Maure, une ancienne famille aristocratique de Touraine, dont l'origine remonte au XIIIe siècle.
Son père, Claude de Sainte-Maure, seigneur de Fougeray et d'Augé (par alliance), décède le 8 novembre 1698 à Paris. Il a neuf ans lorsque le cousin germain de son père, Charles de Sainte-Maure, est fait duc de Montausier en 1664. Sa mère, Marie Paulte, dame baronne d'Augé est la fille de Bertrand Paulte, baron d'Augé-Taponat et de Marguerite de Jay. De cette union naissent trois fils, dont Charles est le benjamin, et deux filles. Ses parents lui réservent la petite terre maternelle d'Augé, d'où son nom dans la marine de marquis d'Augé de Sainte-Maure. Le marquisat de Chaux, d'une valeur de 90 000 livres dans les années 1630/1640 est réservé à son frère aîné. La terre de Fougeray est, elle, destinée à son deuxième frère aîné.

### Carrière dans la marine royale
Il a treize ans lorsque le duc de Montausier devient gouverneur du Dauphin, Louis de France. Montausier « servit assidument » le Dauphin et place auprès de lui son neveu à la mode de Bretagne, « alors dans sa première jeunesse ».
C'est fort de cette protection qu'il entre dans la Marine du roi. Enseigne de vaisseau à Rochefort, le 1er mars 1673, Sainte-Maure a 18 ans.
Commandant de la marine à Saint-Malo, le chevalier de Sainte-Maure, se distingue lorsque les Anglais et les Hollandais viennent bombarder cette ville le 15 juillet 1695. II y épouse Jeanne Porée-Eon, originaire de Saint-Malo, sœur de Jeanne Porée, femme d'Henry-Jules du Guay, intendant de la marine à Dunkerque.
À la mort de son père, le 8 novembre 1698, le chevalier de Sainte-Maure hérite de la seigneurie d'Augé, érigée en marquisat, et est désormais appelé le marquis de Sainte-Maure.
Capitaine de vaisseau, il est fait chevalier de Saint Louis, le 15 janvier 1703. Il obtient le commandement du vaisseau Le Constant et prend part à la bataille navale de Vélez-Málaga, le 24 août 1704, dans l'avant-garde de l'escadre placée sous les ordres de l'amiral de France, le comte de Toulouse (1678-1737). Il est blessé au cours de la bataille.
Le 22 octobre 1712, le marquis de Sainte-Maure est nommé chef d'escadre. Il est fait Grand-croix de l'ordre royal et militaire de Saint-Louis, le 3 avril 1718 et promu lieutenant-général des armées navales, le 1er novembre 1720 puis vice-amiral de la flotte du Levant, basée à Toulon, le 8 juin 1730. Il remplace le marquis de Coëtlogon, décédé la même année, il est alors âgé de 75 ans et ne prend plus la mer.
Charles marquis de Sainte-Maure meurt à Paris le 13 septembre 1744 à l'âge de quatre-vingt-douze ans.

## Postérité
Le marquis de Sainte-Maure est jugé assez durement par la plupart des historiens de marine. Ces derniers s'accordent à dire que son talent seul ne lui aurait surement pas permis de parvenir au grade élevé qui était le sien à la fin de sa carrière et que sa carrière fut grandement facilitée par son oncle et sa tante, le duc de Montausier et la duchesse de Montausier, proche du Dauphin.

### Sources et bibliographie
- M. d'Aspect, Histoire de l'Ordre royal et militaire de Saint-Louis, vol. 3, Paris, chez la veuve Duchesne, 1780 (lire en ligne), p. 287
- Georges Lacour-Gayet, La marine militaire de la France sous le règne de Louis XV, H. Champion, 1910, 581 p. (lire en ligne)
- Michel Vergé-Franceschi, Les Officiers généraux de la Marine royale : 1715-1774, Paris, Librairie de l'Inde, 1990, 3008 p. (ISBN 2-905455-04-7), p. 2228 et suiv.
- Théophraste Renaudot, Gazette de France, vol. 3, 1768 (lire en ligne), p. 232
- Anselme de Sainte-Marie (dir.), Histoire généalogique et chronologique de la maison royale de France, des pairs, grands officiers de la couronne & de la maison du Roy, & des anciens barons du royaume…, Compagnie des libraires associez, 1730 (lire en ligne), p. 21-22